# Catalina Buzoianu
Catalina Buzoianu   (Brăila, 13 d'abril de 1938 - 3 d'agost de 2019) va ser una directora escènica, titellaire i pedagoga teatral romanesa.
Llicenciada per l'Institut d'Art Teatral i Cinematogràfic i catedràtica de l'Acadèmia de Cinema i Teatre de Bucarest, hi fundà el Centre d'Investigacions d'Antropologia Teatral (1992). També dirigí a Bucarest el Teatre Mic fins al 1985 i des d'aleshores fins a la seva jubilació, al 2006, el Teatre Bulandra.
Va dirigir una cinquantena d'espectacles d'autors clàssics, com ara Les bacants, d'Eurípides (1959), La Celestina, de Fernando de Rojas (1973), Hedda Gabler (1975), d'Henrik Ibsen, o Romeu i Julieta (1978), de William Shakespeare.
Va presentar en diverses ocasions els seus muntatges al Festival Internacional de Teatre de Sitges: Pescârusul (‘La Gavina’, 1996), d'Anton Txékhov, Pelicanul (‘El Pelicà’, 1997), d'August Strindberg, i Un somni, també de Strindberg.
No deixà mai d'interessar-se pel teatre de titelles, en el qual debutà a Baia Mare el 1956. Va treballar diverses vegades al Teatre d'Animació Ţăndărică, en especial amb la seva creació Till Eulenspiegel (1979), una combinació d'actors, màscares i titelles de fils i de diferents tipus.
L'any 1995 fou guardonada amb el premi Sciacca.